# Danskt Stoderby
Danskt Stoderby (danska: Dansk Hoppe Derby), är en årlig travtävling på Charlottenlund Travbane i Charlottenlund utanför Köpenhamn i Danmark. Fyraåriga danskfödda varmblodiga travhästar (ston) kan delta. Finalen går av stapeln i augusti varje år och körs över 2000 meter med autostart. Förstapris är 335 000 danska kronor. Det är Danmarks motsvarighet till Derbystoet. Det är ett Grupp 1-lopp, det vill säga ett lopp av högsta internationella klass.

## Vinnare
| År   | Häst               | Kusk               | Tränare            | Tid     |
| ---- | ------------------ | ------------------ | ------------------ | ------- |
| 2021 | Flower Dust        | Bent Svendsen      | Bent Svendsen      | 1.12,5a |
| 2020 | Eenymeenyminymoe   | Flemming Jensen    | Flemming Jensen    | 1.13,9a |
| 2019 | Dream Girl         | Nicolaj Andersen   | Nicolaj Andersen   | 1.13,5a |
| 2018 | Commit Boom Bay    | Nicolaj Andersen   | Nicolaj Andersen   | 1.13,2a |
| 2017 | Bikini             | Peter Ingves       | Jeppe Juel         | 1.12,3a |
| 2016 | Amulet             | Birger Jörgensen   | Peter Rasmussen    | 1.14,2a |
| 2015 | Ultimate Wine      | Johan Untersteiner | Peter Untersteiner | 1.14,2a |
| 2014 | Tast of Bourbon    | Jean-Pierre Dubois | Jean Baudron       | 1.12,2a |
| 2013 | Sunbeam            | Nicolaj Andersen   | Jan Kramer         | 1.13,5a |
| 2012 | Ragna Opal         | Kasper K. Andersen | Tomas Malmqvist    | 1.13,6a |
| 2011 | Peak Performance   | Steen Juul         | Steen Juul         | 1.14,1a |
| 2010 | Odyssee Eastwind   | Flemming Jensen    | Flemming Jensen    | 1.14,3a |
| 2009 | Nobodybeatsthebeat | Birger Jörgensen   | Peter Rudbeck      | 1.13,9a |
| 2008 | Mathilde Tröjborg  | Knud Mönster       | Knud Mönster       | 1.15,3a |
| 2007 | Lexus              | Jan Kramer         | Jan Kramer         | 1.16,8a |
| 2006 | Keep On Party      | Preben Kjaersgaard | Olle Goop          | 1.16,8a |
| 2005 | Irony of Fate      | Steen Juul         | Steen Juul         | 1.15,5a |
| 2004 | Hera Esterel       | Flemming Jensen    | Flemming Jensen    | 1.15,3a |
| 2003 | Grace Hjordal      | Knud Mönster       | Per Kristiansen    | 1.16,5a |
| 2002 | Filippa Hydrup     | Birger Jörgensen   | Peter Rasmussen    | 1.14,9a |
| 2001 | Echuca Cæsar       | Birger Jörgensen   | Erik Bisgaard      | 1.15,7a |
| 2000 | Diva Derm          | Arvid Olsen        | Steen Juul         | 1.15,8a |
| 1999 | Cilla Mazur        | Ken Ecce           | Ken Ecce           | 1.18,7a |
| 1998 | Bonita L           | Axel Jacobsen      | Axel Jacobsen      | 1.15,9a |
| 1997 | Alfa GT            | Henrik Lönborg     | Mogens Laursen     | 1.16,0a |
| 1996 | Woman New          | Jörg Schefe        | Jörg Schefe        | 1.18,5a |
| 1995 | Turner Shadow      | Nicolaj Andersen   | Nicolaj Andersen   | 1.16,9a |